# Cymopterus planosus
Cymopterus planosus là một loài thực vật có hoa trong họ Hoa tán. Loài này được (Osterh.) Mathias mô tả khoa học đầu tiên năm 1936.